# HDK
HDK (Hate, Death, Kill) è un progetto musicale del chitarrista olandese Sander Gommans, molto conosciuto come membro, cantante e maggior compositore della ormai sciolta symphonic metal band After Forever.

## Storia
Sander Gommans fondò la band come progetto parallelo della sua carriera come chitarrista e cantante nella band olandese After Forever nel 2005, insieme al bassista Peter Vink e il batterista Ariën van Weesenbeek, ora batterista dei Epica. Lo scopo di Gommans era quello di produrre musica più estrema del solito symphonic metal degli After Forever, aveva bisogno di un output diverso. L'attività di insegnante d'arte, l'essere membro degli After Forever e la sua condizione di salute rallentarono il processo creativo della band, fino al 2008. Con l'interruzione dell'attività degli After Forever, gli HDK furono in grado di produrre finalmente il loro primo album System Overload, che è stato pubblicato, il 23 febbraio 2009, sul marchio Season of Mist
Nel 2014, HDK pubblica il suo secondo album, intitolato Serenades of the Netherworld.

## Stile
Lo stile musicale è aggressivo e mette assieme elementi di classico Metal, melodic death metal, e modern thrash metal, così come altri stili influenzati da voci femminili ed elementi progressive rock.

## Membri
Membri attuale
- Sander Gommans - voce (growls), chitarra, basso

Ospiti
Cantanti
- Amanda Somerville - voce pulita
- Andre Matos - voce pulita
- Jos Severens - voce pulita
- Patrick Savelkoul - screams/grunts
- Paul Niessen - raps
- Mike Scheijen - screams
- Geert Kroes - voce pulita

Strumentisti
- Joost van den Broek - tastiere
- Arjen Anthony Lucassen - chitarra solista
- Marcel Coenen - chitarra solista
- Bastiaan Kuiper - chitarra solista
- Ariën van Weesenbeek - batteria
- Koen Herfst - batteria
- Peter Vink - basso
- Uri Dijk - tastiere
- Erik van Ittersum - tastiere

## Discografia
- 2009 - System Overload
- 2014 - Serenades of the Netherworld